# Харьков, Алексей Анатольевич
Алексе́й Анато́льевич Харько́в (род. 5 сентября 1977, Химки, Московская область) — российский рок-музыкант, композитор. Бас-гитарист группы «Кипелов» с момента её основания. В 2001—2004 годах бас-гитарист группы «Маврин».

## Биография
Родился 5 сентября 1977 года в городе Химки, Московская область. Начал играть в школе в группе «Левый берег». Позже некоторое время участвовал в химкинской готик-группе Voiceless Void, из которой перешёл в хард-рок группу «Русская Америка». Группа выпустила альбом «Аляска», записанный на студии «Aria Records», дала несколько концертов в его поддержку и сняла клип, но вскоре прекратила свою деятельность из-за музыкальных разногласий между участниками и отсутствия спонсорской поддержки. Также Харьков принимал участие в проекте Сергея Задоры «Я».
В 1999 году весной поступил в Областной колледж искусств при Институте Культуры на эстрадное отделение.
Узнав, что Сергей Маврин ищет нового басиста в свою группу, Алексей проходит прослушивание и становится её участником.
После раскола «Арии» в 2002 году и образования её бывшими участниками группы «Кипелов», Харьков по рекомендации Маврина стал бас-гитаристом группы. И хотя Сергей Маврин покинул группу в 2004 году, Харьков остался в ней. В альбоме 2005 года «Реки времён» дебютировал как композитор, написав музыку к песням «Наваждение» и «Реки времён». Во втором альбоме в соавторстве с Кипеловым написал музыку к песне «Жить вопреки».

### Личная жизнь
Жена Яна. Дети — Ярослав (р. 2011), Анастасия (р. 2013), Николай (р. 2016),
София (р. 2019).
Является вегетарианцем.

## Дискография
Русская Америка
- 1999 — «Аляска»

Маврин
- 2001 — «Химический сон»
- 2002 — «Одиночество»
- 2004 — «Запрещённая реальность»
- 2019 — «XX лет» (юбилейный концерт)

Кипелов
Принял участие в записи всех релизов группы с момента её основания, в т. ч в трёх студийных альбомах:
- 2005 — «Реки времён»
- 2011 — «Жить вопреки»
- 2017 — «Звёзды и кресты»

## Награды и премии
- Премия Министерства обороны Российской Федерации в области культуры и искусства за 2023 год — за проект "Культбригада «С песней к Победе!»[1]